# ハインリッヒ・ヴィーラント
ハインリッヒ・オットー・ヴィーラント（Heinrich Otto Wieland, 1877年6月4日 - 1957年8月5日）はドイツ・プフォルツハイム出身の化学者。1927年に胆汁酸の研究でノーベル化学賞を受賞した。

## 生涯
1877年6月4日にドイツのプフォルツハイムで生まれる。父テオドール・ヴィーラント（1846-1928）は、薬剤師で化学において博士号を持っているほか、プフォルツハイムに金銀精錬所を所有していた。ヴィーランドは、ベーリンガーインゲルハイムの創設者であるアルバート・ベーリンガーの妻であるヘレン・ベーリンガーの従兄弟だった。1915年から1920年末まではベーリンガーインゲルハイムの顧問を務め、この間に同社初の科学部門を設立した。娘エヴァ・ヴィーラントは1937年5月14日にヴィーラントの助手となるフェオドル・リュネンと結婚している。
1914年、有機化学の助教授となり、ミュンヘンの国立研究所の有機部門の責任者となった。
1917年にカイザー・ヴィルヘルム物理化学・電気化学研究所に勤務した。1913年からミュンヘン工科大学、1921年からルードヴィヒ・ガッターマンを継いでフライブルク大学、1925年からミュンヘン大学の化学科の教授を歴任した。
ナチス・ドイツの時代にはニュルンベルク法（優生学に基づく法律）の適用からユダヤ人（特に学生）を個人的な顧問として保護した。その中には白いバラで運動を行ったハンス・コンラート・ライペルトがいる。ミュンヘンで没。

## 受賞歴
- 1927年 - ノーベル化学賞
- 1955年 - オットー・ハーン物理・化学賞